# Міжвоєнна архітектура Львова

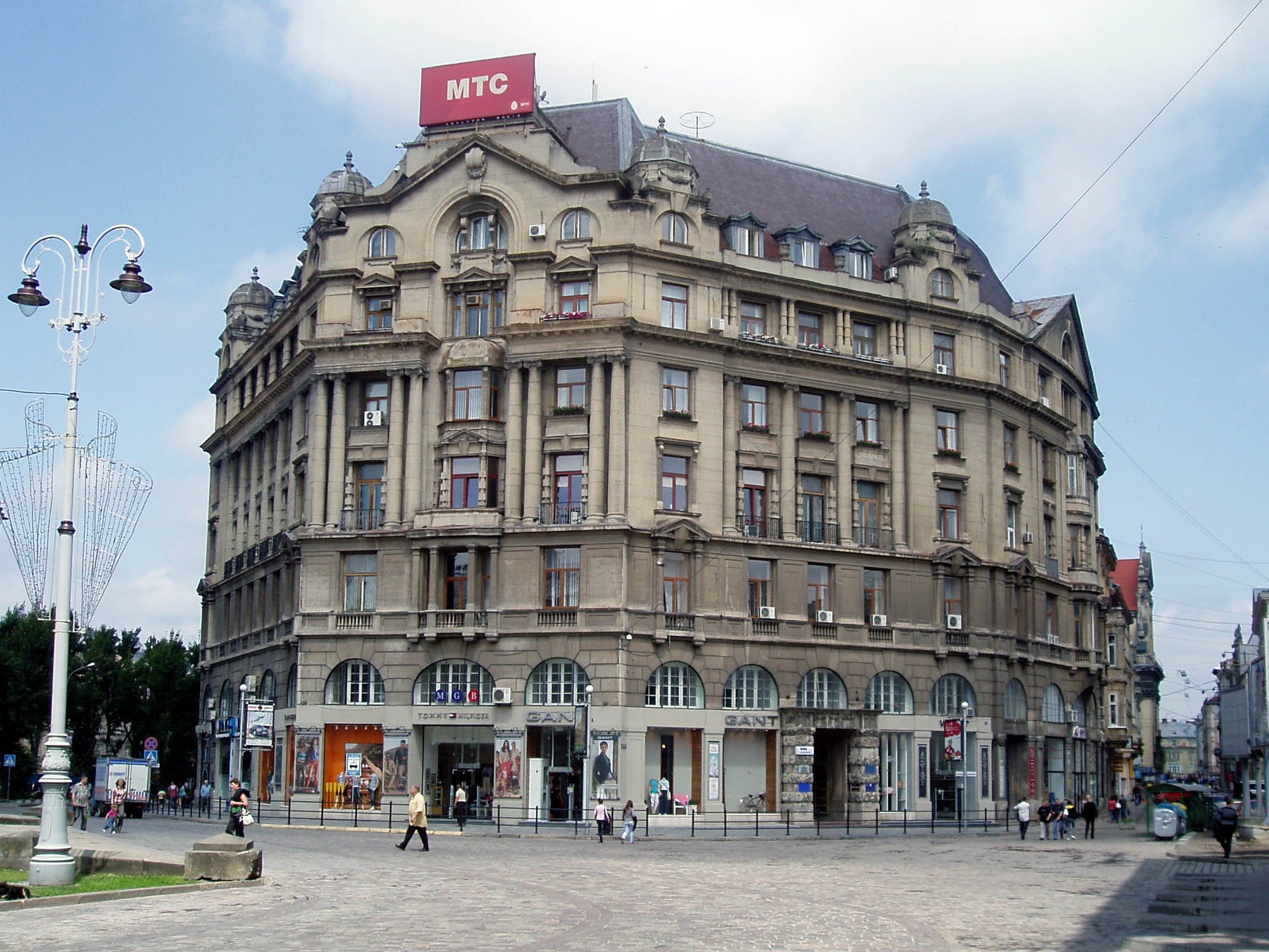
Будинок Йони Шпрехера. Пл. Міцкевича 8

Міжвоєнна архітектура Львова належить до періоду 1920—1939 років. У 1920-х роках при відбудові, реконструкції будівель, декоруванні інтер'єрів застосовували елементи стилів Ар Деко, пізнього модерну. У 1930-х роках широко застосовували засоби конструктивізму, функціоналізму.

## Історія

Рядова забудова на Київській 28-34

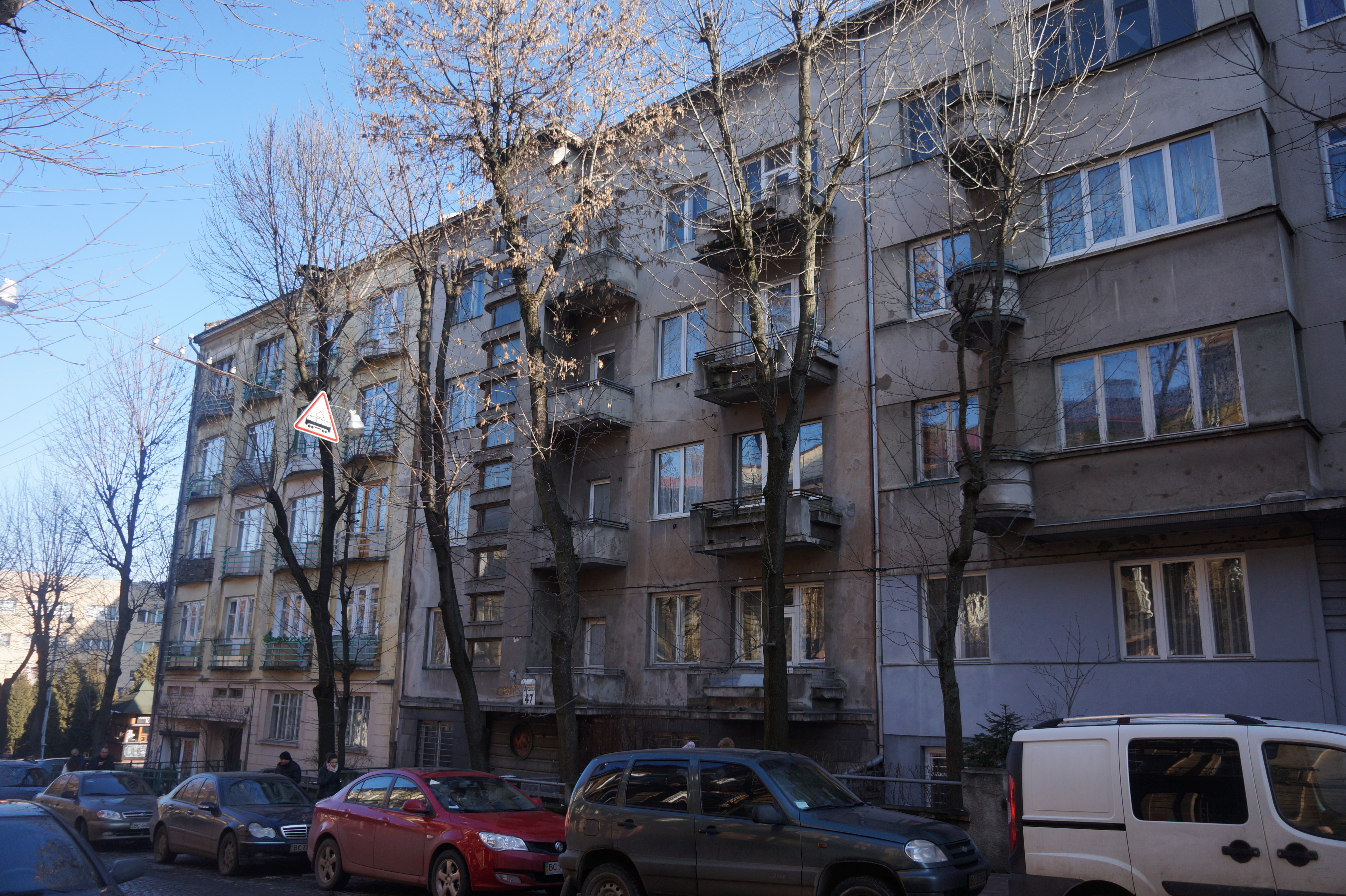
Рядова забудова на Дорошенка 45-49

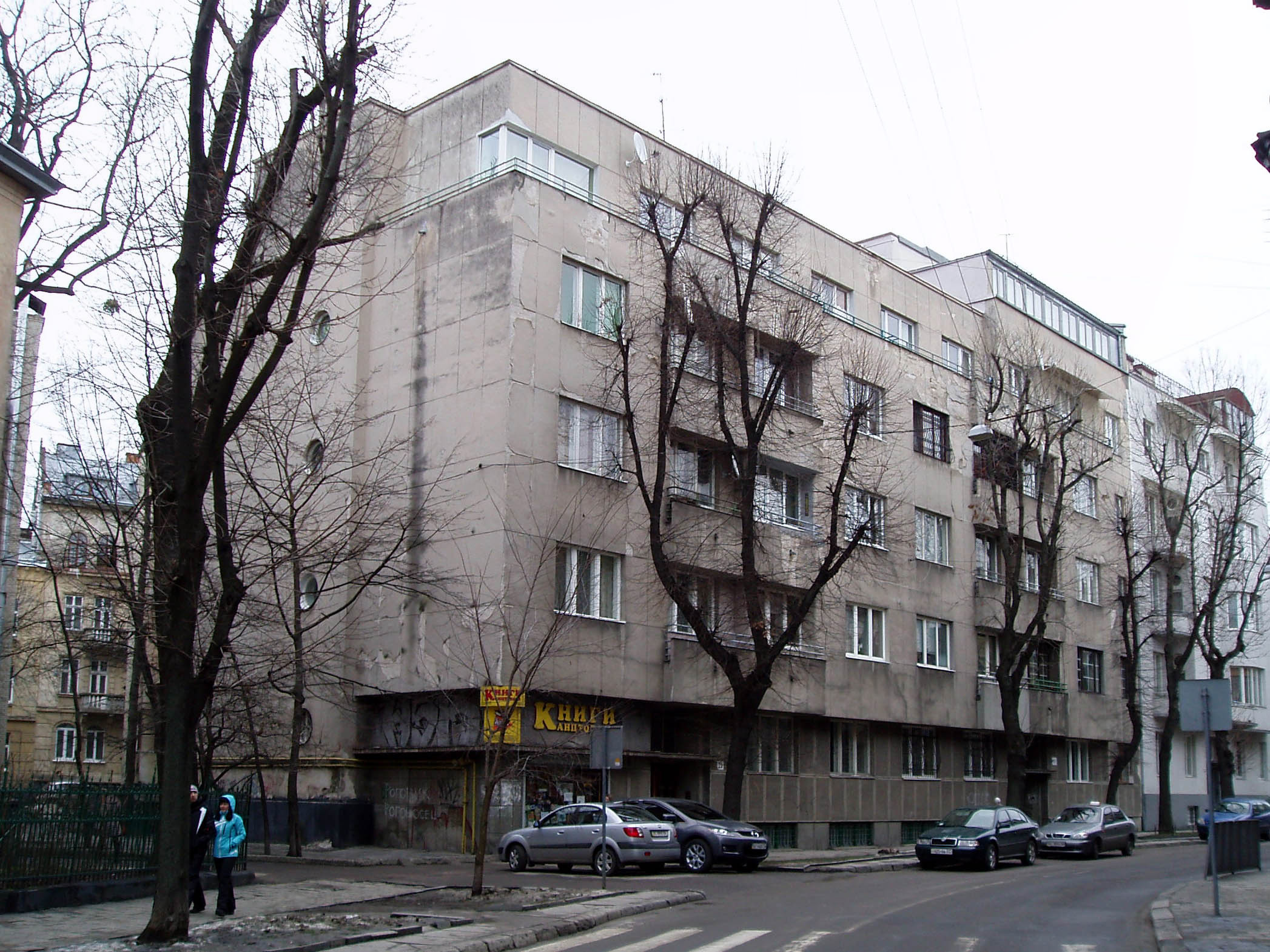
Левицького 25

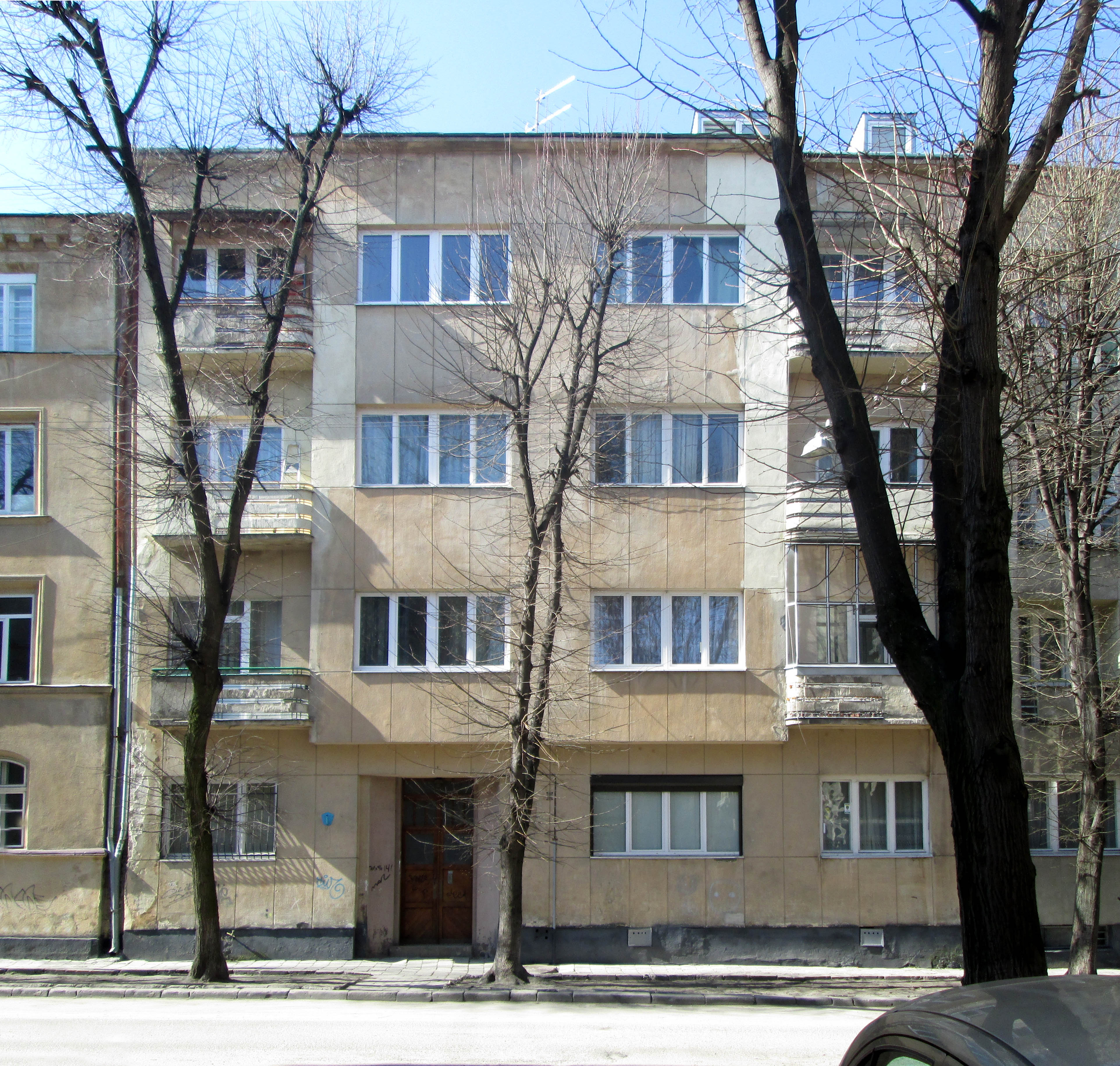
Павлова 6с

Після завершення 1-ї світової війни, польсько-української війни кардинально змінився статус Львова. З столиці коронного краю місто перейшло у статус центру воєводства відповідно з значно меншим фінансовим забезпеченням, потребою у урядових, банківських спорудах. Через фінансову скруту на початку 1920-х років не велось нового будівництва. Увага приділялась відновленню пошкоджених в час боїв будівель, перебудові давніх. Найбільш значними об'ємами вирізнялось завершення розпочатих до війни будинків Торгового дому Ціпперів (Пл. Ринок 32), Йони Шпрехера (Пл. Міцкевича 8). 8 лютого 1924 було презентовано проєкт І. Дрекслера «Великого Львова», де йшлось про розширення території міста за рахунок прилеглих громад. 1 квітня 1931 до складу міста увійшло декілька підміських громад (Клепарів, Замарстинів, Голоско, Знесіння, Кульпарків, Сигнівка, Левандівка), що вдвоє збільшило його площу. На початку 1930-х років почала поширюватись «чиста» архітектура Конструктивізму, функціоналізму.

### Цивільна забудова

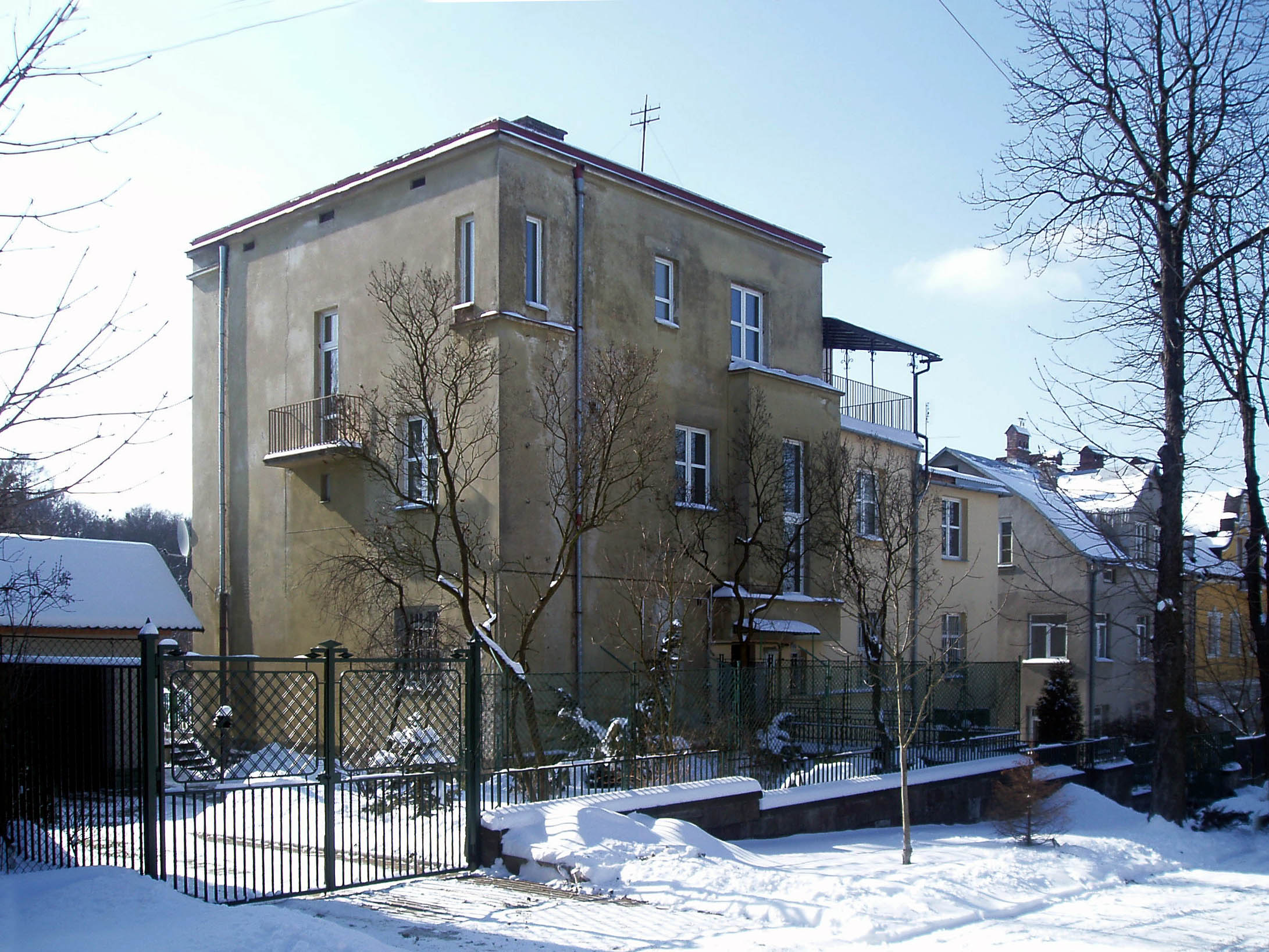
Цетнерівка 18

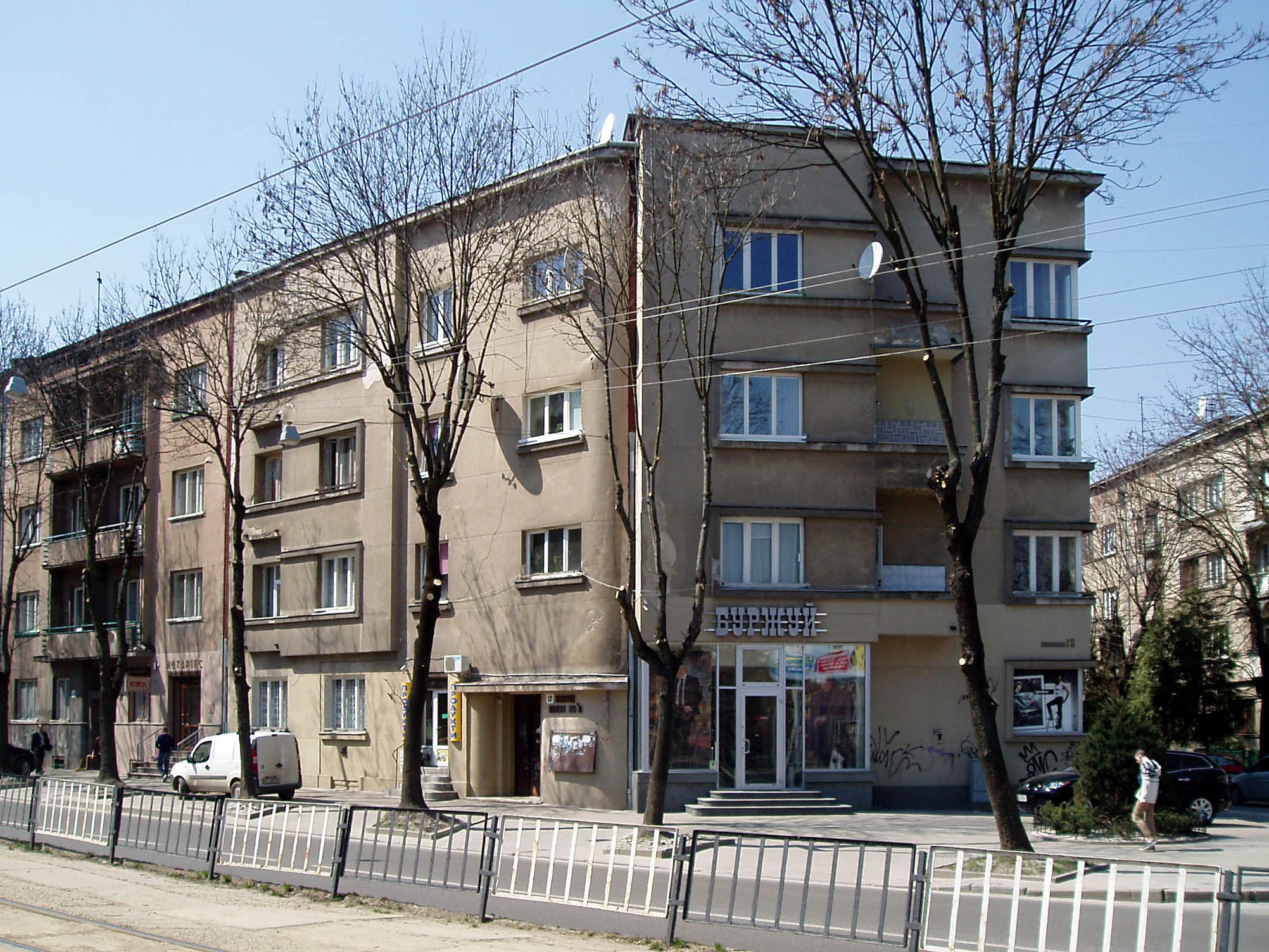
Сахарова 12

У місті появляються квартали малоповерхової забудови на вулицях Черешневій, Кооперативній, Панаса Мирного, на Личакові, Левандівці, Майорівці, Професорська колонія. У 1930-х роках поширилось рядове будівництво 3-х і 4-х поверхових будівель на вулицях Сахарова, Коновальця, Героїв Майдану, Стрийська, Дорошенка, Грицька Чубая, окремих будівель на вулицях міста. Одночасно зводились будівлі віллового типу серед кварталів малоповерхової забудови.

### Громадська забудова

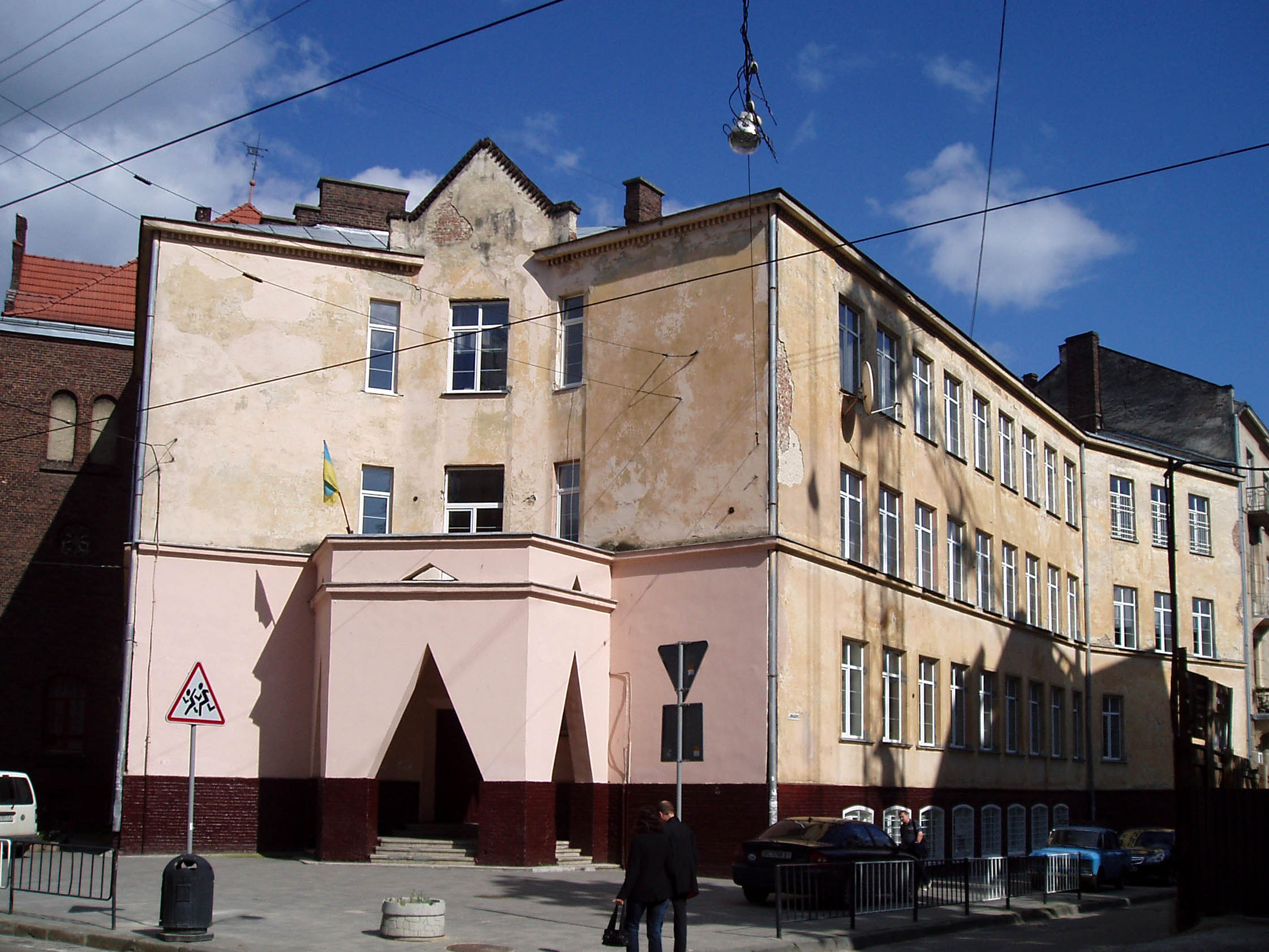
Колишня школа Марії Магдалини

Торговельна академія. Туган-Барановського 12

У цей період не зводили урядових будівель. Серед приватних фундацій можна згадати Будівлю Міських електричних закладів (Вітовського 55), Дирекції Ходорівського цукрового заводу (Дудаєва 19), конторський будинок Й. Шпрехера (Пр. Шевченка 7). Для потреб громади міста було збудовано декілька навчальних, спортивних, культурних, лікувальних будівель.

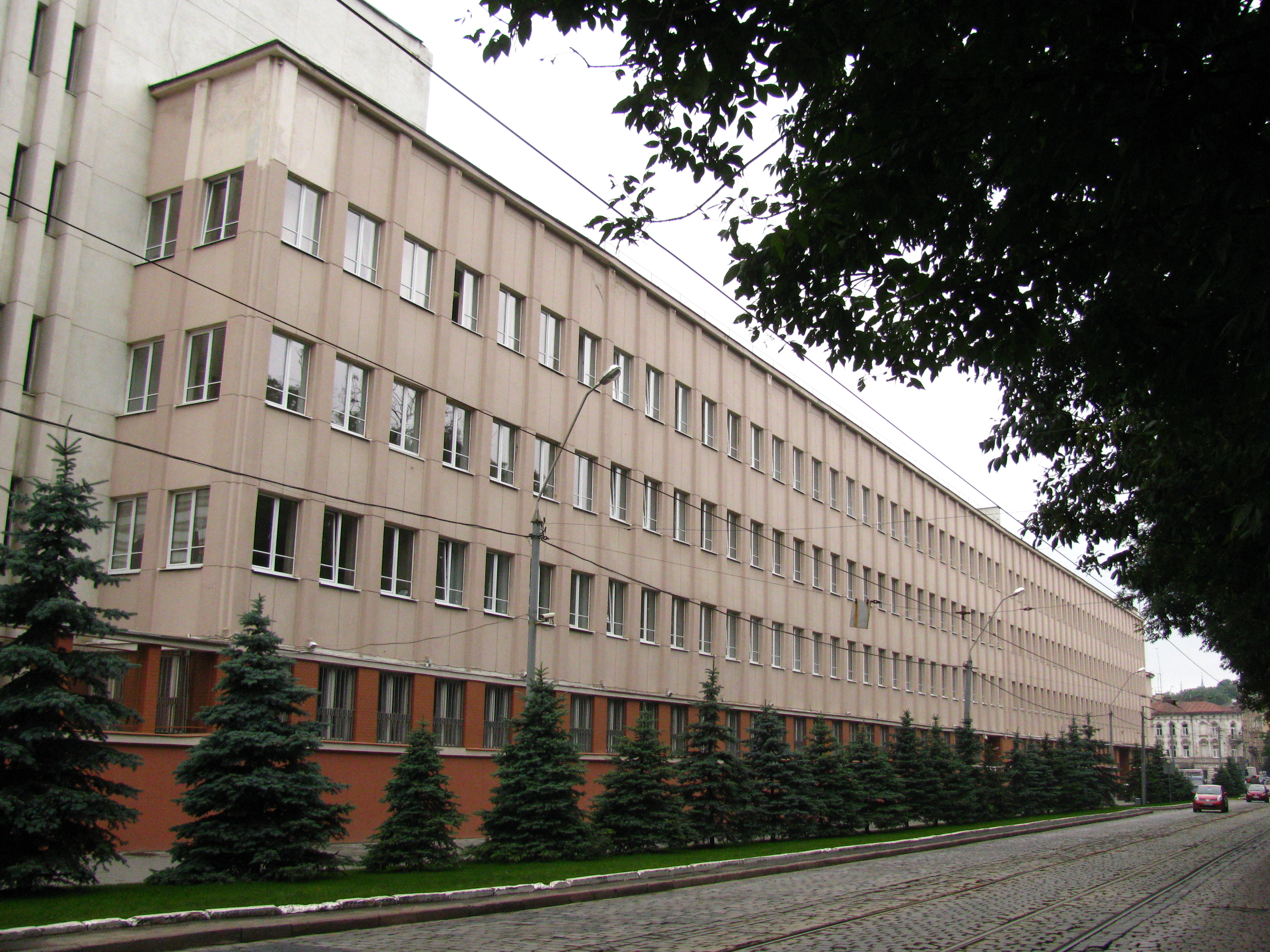
Вітовського 55

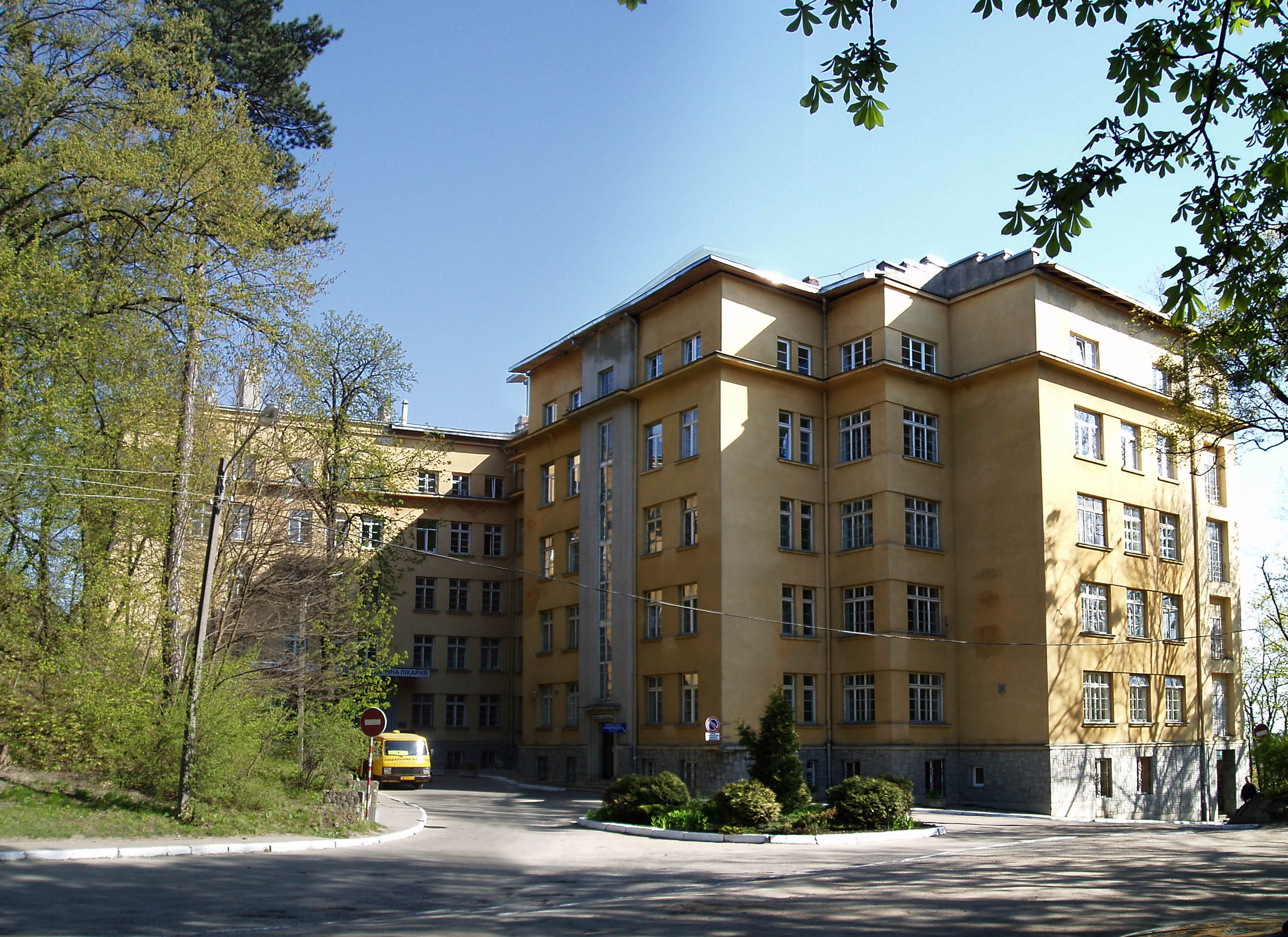
Лікарня. Лисенка 31

Із закладів культури перш за все варто згадати будівлі профспілок залізничників (Федьковича 54-56), машиністів залізниці (Антоновича 47) , працівників громади міста (Кушевича 1), працівників пошти (Японська 9). Появились будівлі Історичного товариства (Свєнціцького 2), Лікарської палати (Конопницької 3), Другий Дім Техніків (Бой-Желенського 14), братства легкої смерті (Зелена 88), пристані францисканців (Короленка 1а). Було проведено реконструкції декількох кінотеатрів, обладнання нових у новоспоруджених будівлях (зокрема перечислених вище). «Дім солдата» (Петрушевича 2) не було завершено до початку війни.

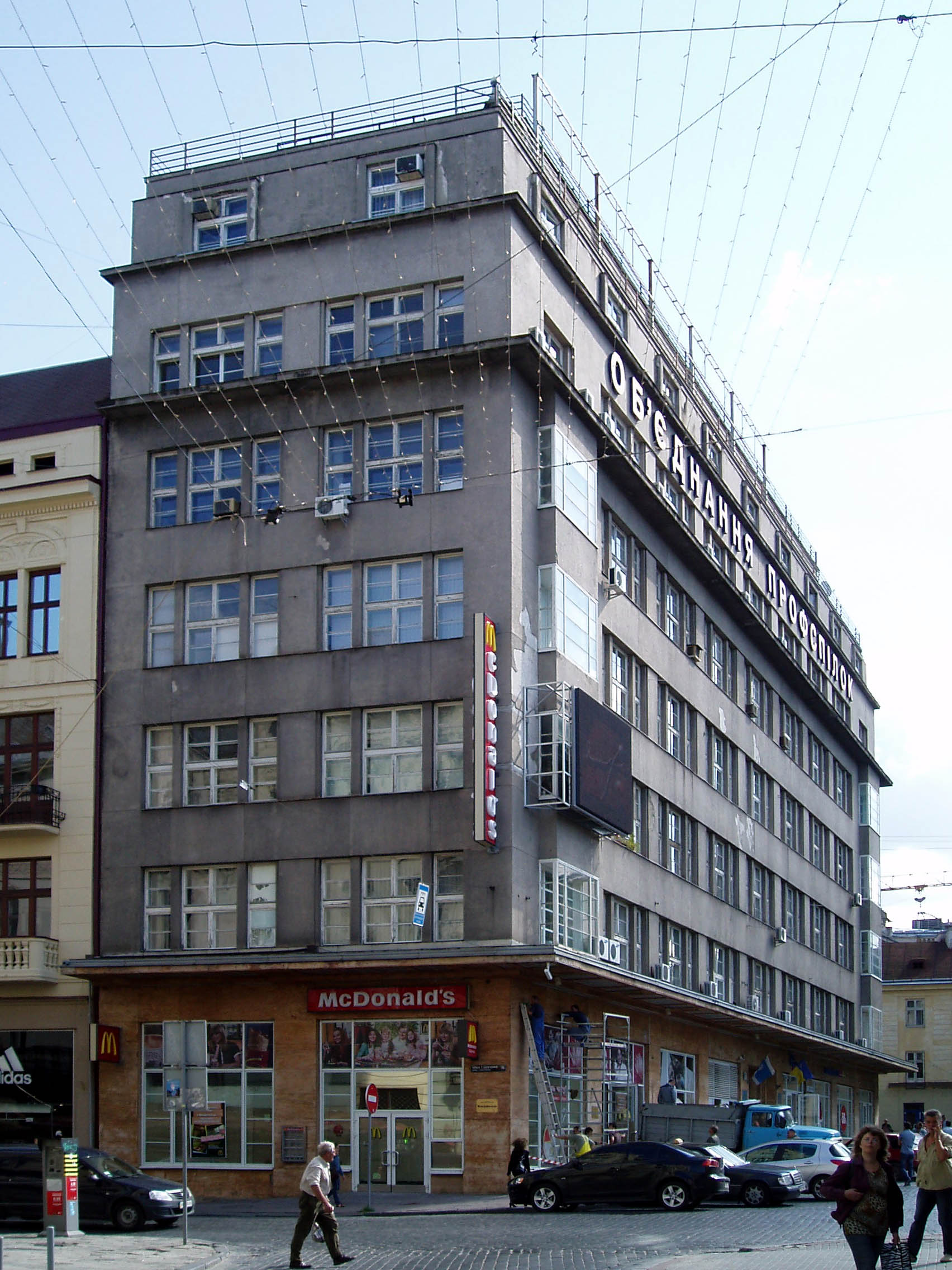
Проспект Шевченка 7

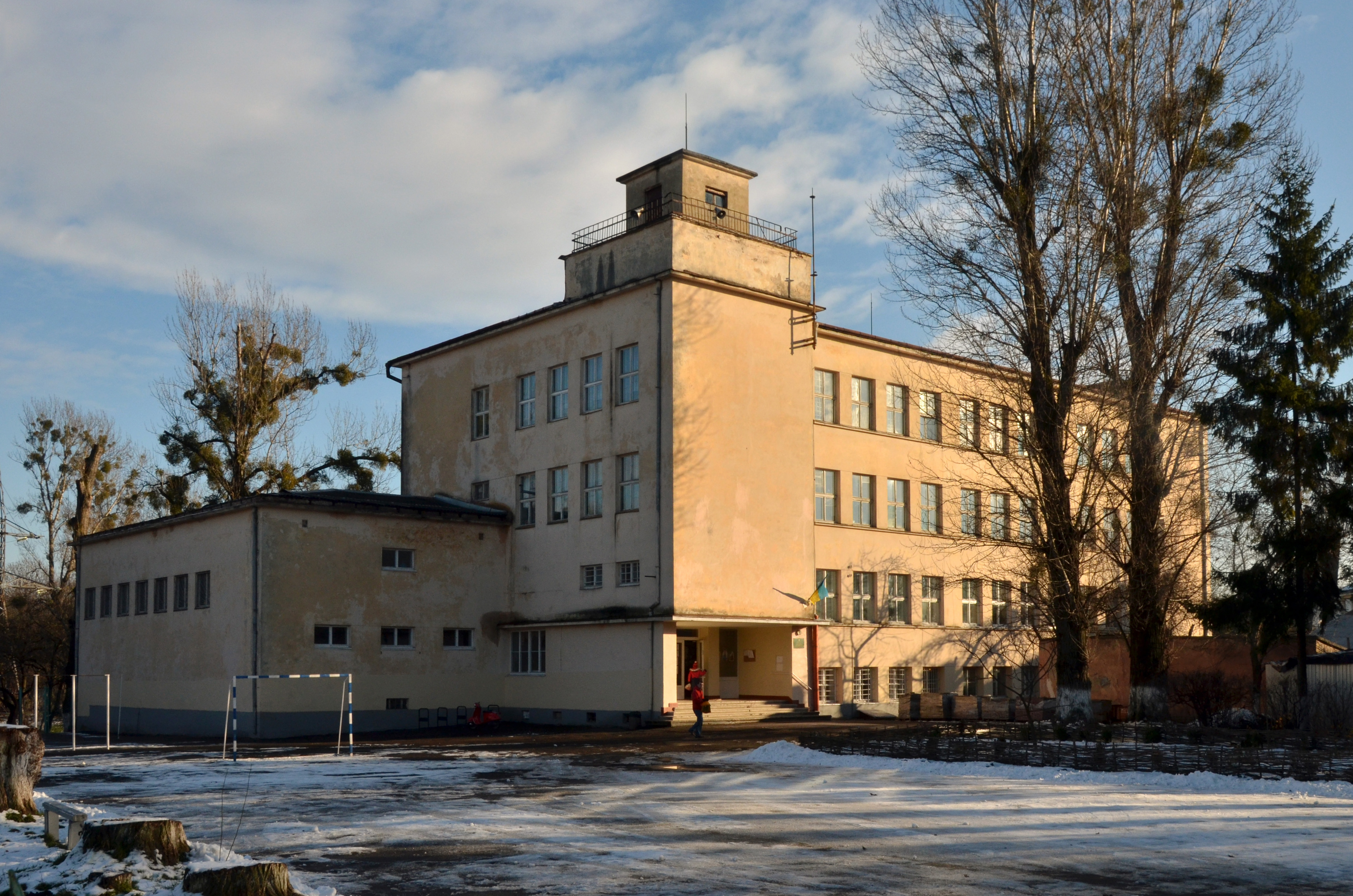
Школа. Замарстинівська 132

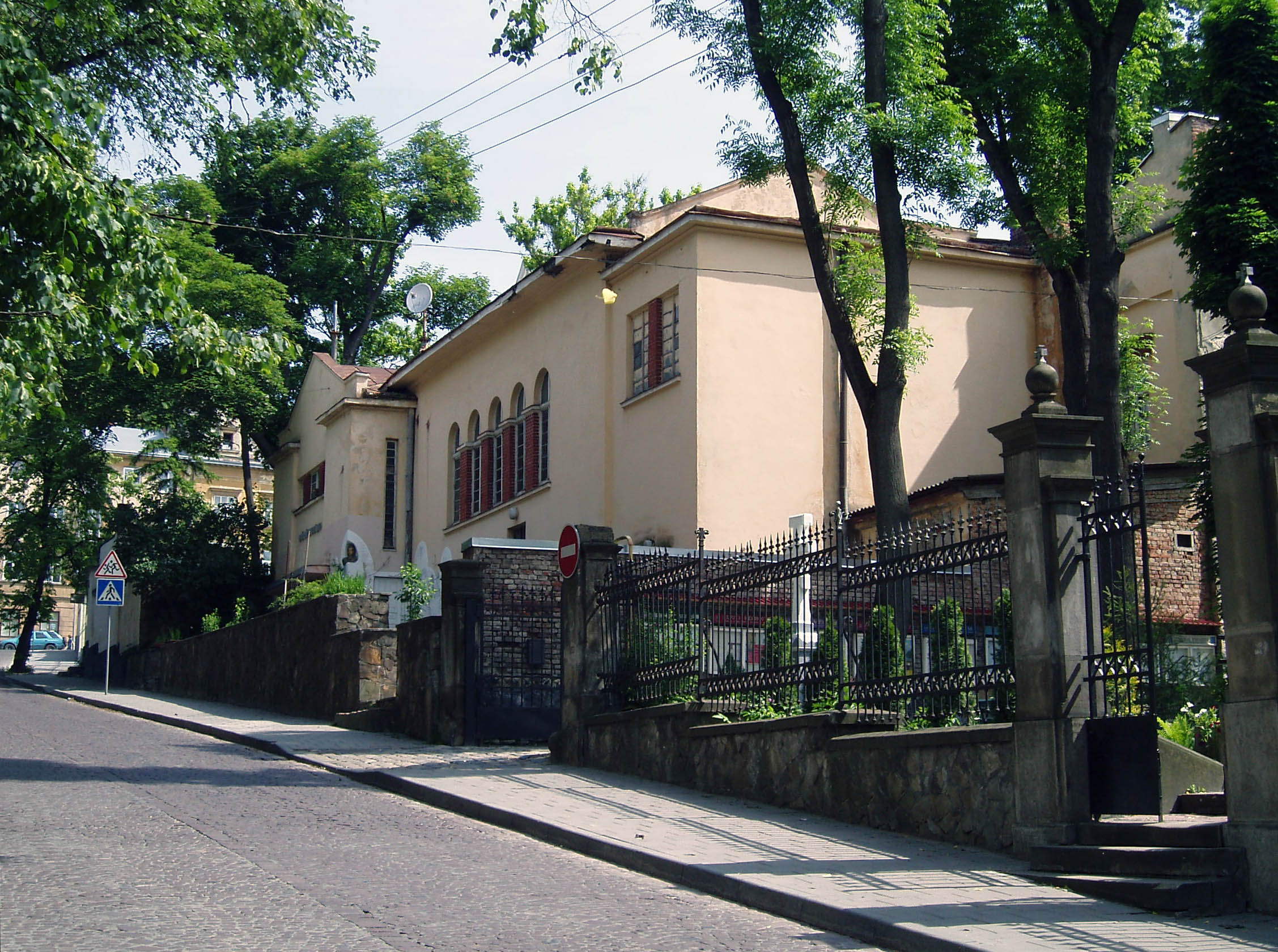
Кінотеатр «Рах» будинку францисканців. Короленка 4

З спортивних споруд найзначнішими були басейни закритий (пл. Петрушевича 4) і відкритий (Стуса 4).
У 1930-х роках було збудовано будівлі трьох шкіл, чотирьох гімназій, що використовуються донині. Появились будівлі Академії міжнародної торгівлі (Туган-Барановського 12), корпусу фармакології університету (Пекарська 52), бібліотеки (Професорська 1), лабораторного корпусу політехніки (Устияновича 5), а корпуси на Стрийській залишились незавершені до початку війни.
З лікувальних закладів найбільш значним став туберкульозний санаторій Товариства соціального страхування (Лисенка 31), лічницю А. Шептицького (Озаркевича 4). вирізняється будівля страхових і медичних установ (Зелена 12).

### Сакральні будівлі

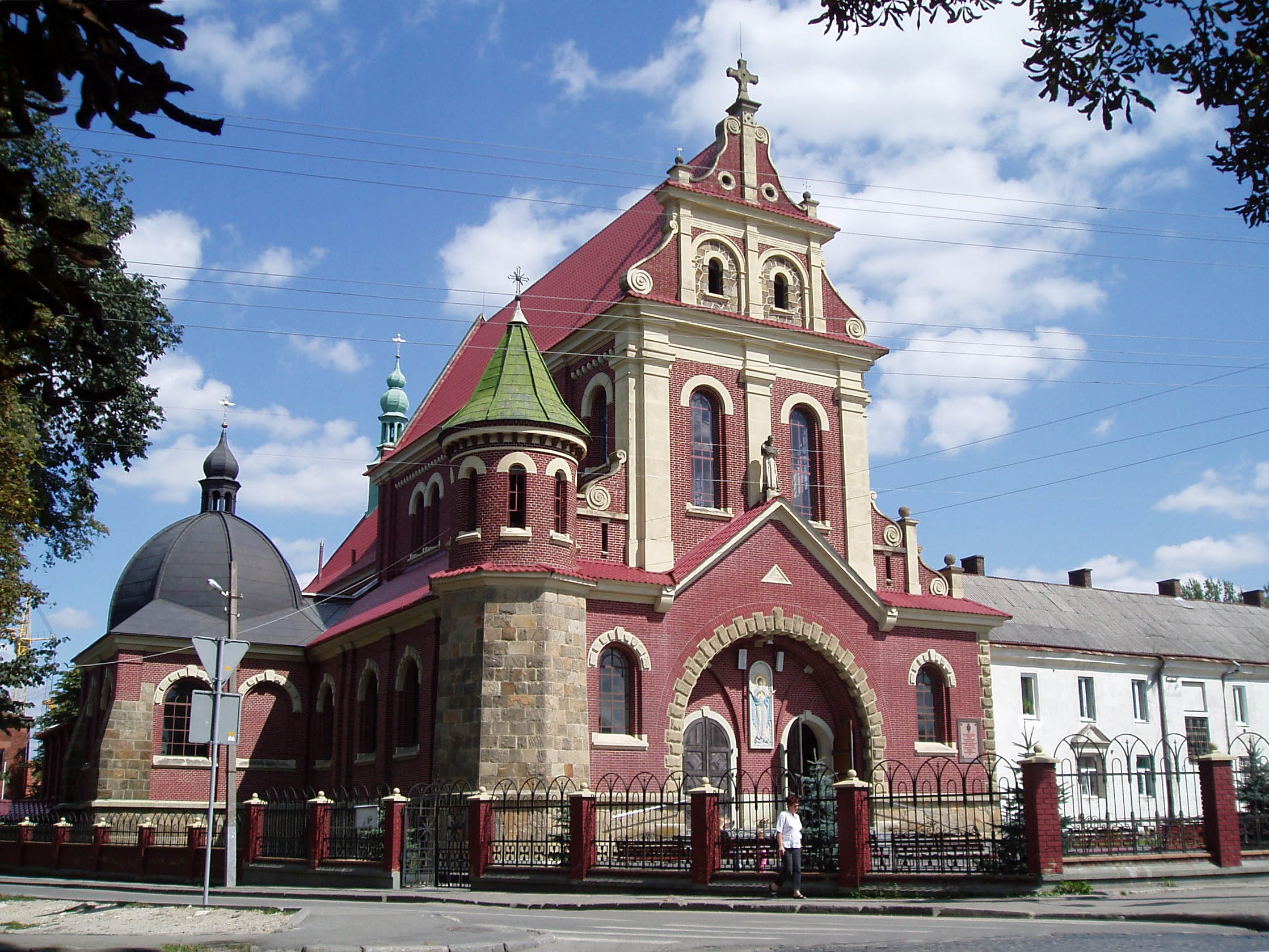
Церква Св. Йосафата

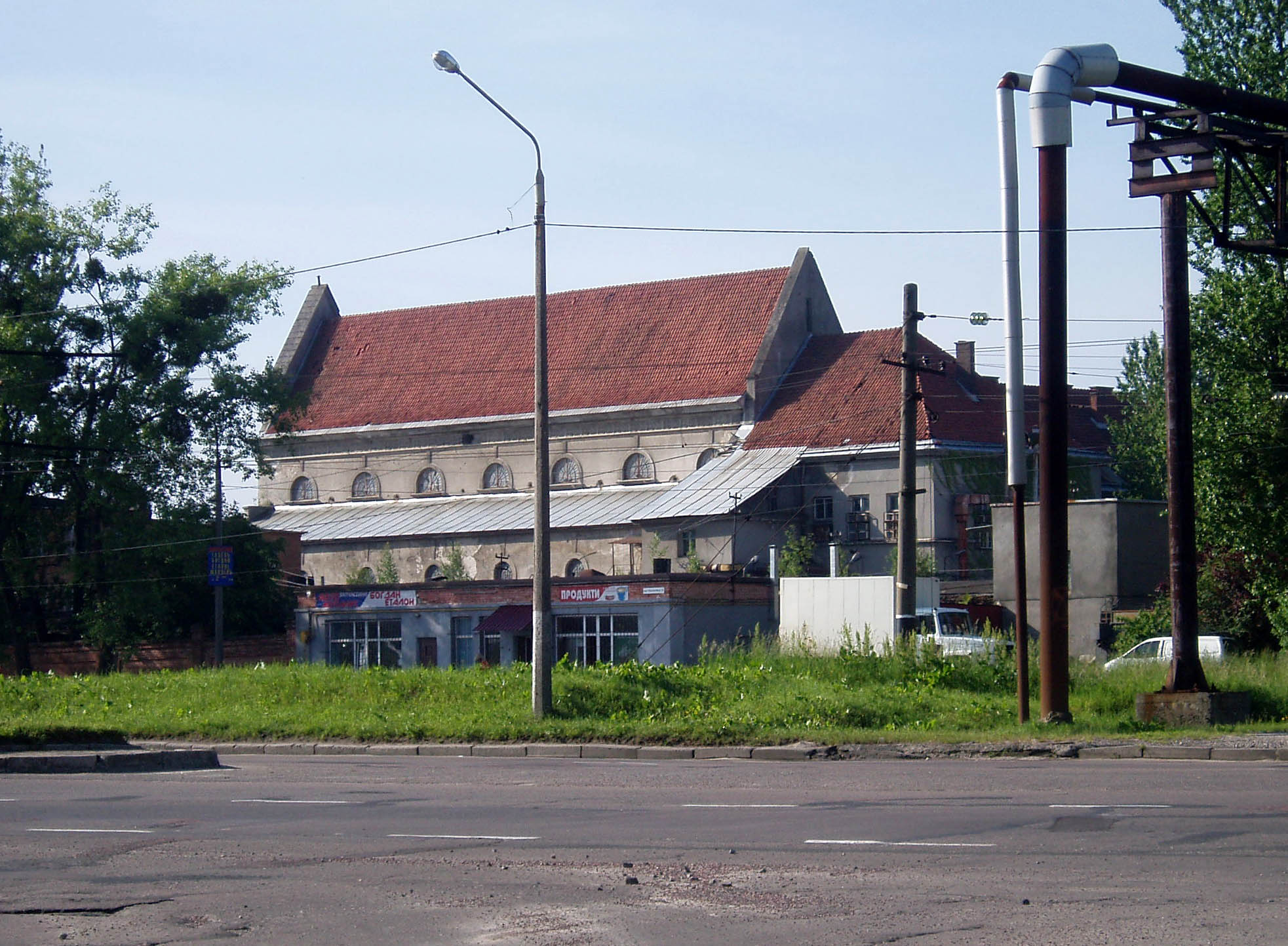
Монастир кармелітів. Персенківка 10

Серед сакральних споруд було перебудовано костел кларисок (Митна 2), збудовано костели Матері Божої Остробрамської (Личаківська 175), як символ польськості Львова, капуцин (Замарстинівська 134), парафіяльний (переданий 1990 УАПЦ) (Богданівська 1), реколекційного дому єзуїтів (Залізняка 11). Була збудова синагога «Бейс Аарон ве Ісраель», що дійшла донині і відновила діяльність у 1990-х роках (Братів Міхновських 4).
Наприкінці 1930-х років у місті було закладено ряд храмів, що не були добудовані до початку війни — костели парафіяльний Найсв. Серця Ісуса (Фещенка-Чопівського 16) (переданий і відновлений 1991 УГКЦ), кармелітів босих (Персенківка 10), місіонерів (Стуса 2), перебудований у палац спорту «Трудові резерви», церкви Івана Богослова (Чупринки 101) (перебудована до 1957 на наукову бібліотеку Національного лісотехнічного університету України), Христа Царя (Ковельська 27) (на її фундаменті лише до 1995 збудували церкву).